# دلفین رودخانه‌ای آراگوآیان
دلفین رودخانه‌ای آراگوئیه‌ای یا دلفین رودخانه‌ای آراگوآیان (نام علمی: Inia araguaiaensis) نام یک گونه از زیرراسته آب‌بازسانان دندان‌دار است.